# Basszuskohu
A basszuskohu (basszusgehu) vagy tijin ko-hu (低音革胡, diyin gehu) a nyugati nagybőgő és a hu-csin (huqin) kínai hangszerek egyfajta ötvözetét jelentő négyhúros vonós hangszer, a ko-hu (gehu) basszus változata. Nevében a ge (革) szótag a forradalmiságára utal, a hu (胡) pedig a hangszertani besorolását adja (hu-csin (huqin), azaz vonós hangszer).
Egy kínai zenekarban a basszuskohu (basszusgehu) abban a szerepkörben van, mint a nagybőgő egy nyugatiban. A nyakának a hajlítása, illetve a hangolási és játéktechnikák megegyeznek a nagybőgőével, de a hangszer testét egy kígyóbőrrel bevont kör vagy nyolcszög keresztmetszetű henger alakú fadoboz, a rezonátor adja, így hangja nagyban eltér a nagybőgőétől.
A hangszert az 1950-es évek során fejlesztették ki, hogy a kínai zenében is legyen olyan hangszer, amely nagy terjedelmet képes átfogni a hangskálán. Bár a ko-hu (gehu) hangja tiszta és gazdag, rendkívül sok hátránya van a hangszernek. Használat közben nagyon hamar elhangolódik, illetve hangossága nem igazán szabályozható, ezért csak fele olyan hangos tud lenni, mint a nagybőgő. Továbbá a kígyóbőr a nedvességre rendkívül érzékeny, ezért gondos ápolást vár el a hangszer. Manapság egyre kevesebb zenekarban használják, a kínaiak inkább áttérnek a nagybőgő használatára.